# Élisabeth de Saxe (1552-1590)
Élisabeth de Saxe (18 octobre 1552 à Wolkenstein Château à Wolkenstein – 2 avril 1590 à Heidelberg) est une princesse saxonne de la Maison de Wettin par la naissance et par son mariage comtesse palatine de Simmern.

## Biographie
Élisabeth est la fille de l'électeur Auguste Ier de Saxe (1526-1586) de son mariage avec Anne de Danemark (1532-1585), fille du roi Christian III de Danemark.
Elle épouse le 4 juin 1570, à Heidelberg, lors de la Diète de Spire, le comte palatin Jean-Casimir du Palatinat (1543-1592). Auguste est opposé à la politique de Jean-Casimir, qui est un calviniste et sympathisant de la France. Avec ce mariage, Auguste espère amener Jean Casimir du côté luthérien. Cependant, il échoue. Les catholiques allemands considèrent le mariage comme une provocation contre les Habsbourg et une tentative de former une organisation protestante.
Le calviniste Jean Casimir essaie de briser l'opposition religieuse de sa femme luthérienne. En octobre 1585, elle est arrêtée et accusée d'adultère et d'un complot visant à assassiner son mari. Même son frère, le prince électeur Christian Ier de Saxe, est convaincu de sa culpabilité. Elle se convertit au calvinisme en captivité, et meurt peu de temps après.

## Mariage et descendance
De son mariage avec Jean-Casimir, Élisabeth a les enfants suivants:
- fils mort-né (1573)
- Marie (1576-1577)
- Élisabeth (1578-1580)
- Dorothée de Palatinat-Simmern (1581-1631), mariée en 1595, avec le prince Jean-Georges Ier d'Anhalt-Dessau (1598-1618)
- fille mort-née (1584)
- fille mort-née (1585)